# 小列瓦達
49°5′8″N 26°35′50″E / 49.08556°N 26.59722°E
小萊瓦達（烏克蘭語：Мала Левада）是位於烏克蘭西部的村莊，由赫梅利尼茨基州裡赫梅利尼茨基區的霍羅多克市鎮負責管轄。該村始建於1795年，面積0.21平方公里，海拔高度264米，2001年人口97。